# Severin Cronsioe (1882–1966)
Severin Edvard Cronsioe, född 17 september 1882 i Malmö, död 13 maj 1966, var en svensk rådman. Han var son till rådmannen Lorens Cronsioe och far till hovrättsrådet Georg Cronsioe (1923–2002).
Efter studentexamen i Malmö 1900 och reservofficersexamen 1903 blev Cronsioe juris utriusque kandidat 1907 och genomförde tingstjänstgöring 1908–1909. Han blev aktuarie vid Malmö rådhusrätt 1911, exekutionsnotarie 1913, stadsnotarie 1916, assessor 1918 och var rådman från 1920.
Cronsioe blev vice auditör vid Kronprinsens husarregemente 1911, auditör 1916–17, styrelseledamot i Malmö Sparbank från 1938, var ordförande i poliskollegiet från 1942 och innehade ett flertal kommunala uppdrag.